# Torre Mozza (Trento)
La Torre Mozza è una torre della città di Trento.

## Storia
Si tratta di una delle numerose torri a scopo difensivo costruite dalla nobiltà trentina nel corso del Medioevo; venne eretta probabilmente nel corso del XIII secolo, reimpiegando anche materiali da strutture più antiche. Anticamente poteva essere collegata a quella sorta di cittadella fortificata che esisteva tra la contrada di Santa Maria Maggiore e la contrada Larga o contrada degli Scudai (l'odierna via Belenzani), una zona che in epoca medievale abbondava di torri (fra quelle vicine si possono citare torre della Tromba, torre Mirana, torre Costede -ora campanile per la chiesa di San Francesco Saverio- e torre di Vicolo Colico).
Nei documenti del 1740 è chiamata "torre anonima", sebbene fosse di proprietà della famiglia Gentilotti; passò poi ai Girardi. Nel 1922 venne acquistata da Cesare Tabarelli de Fatis assieme all'edificio adiacente, che venne trasformato nell'albergo Venezia; anche le stanze ai primi due piani della torre vennero quindi adibiti a uso alberghiero. Dalla metà del Novecento passò alla famiglia Menestrina.

## Descrizione
La torre si trova verso l'estremità orientale di via Belenzani, ed è funzionalmente parte del vicino albergo Venezia. Ha pianta quadrata ed è alta ventitré metri, è formata con conci di pietra calcarea e si conclude con l'originale cornicione marcapiano, che un tempo sorreggeva probabilmente la merlatura (demolita in epoca imprecisata, da cui deriva il nome di "Torre Mozza") e che invece oggi supporta uno spiovente in coppi.
La faccia che dà su via Belenzani è aperta da una moderna porta-vetrina rettangolare, e da tre finestre disposte verticalmente: quella più bassa, archivoltata, è probabilmente di epoca rinascimentale, mentre le due superiori, architravate, sono successive.